# Monttea chilensis
Monttea chilensis är en grobladsväxtart som beskrevs av Jacques Étienne Gay. Monttea chilensis ingår i släktet Monttea och familjen grobladsväxter. Utöver nominatformen finns också underarten M. c. taltalensis.

## Bildgalleri

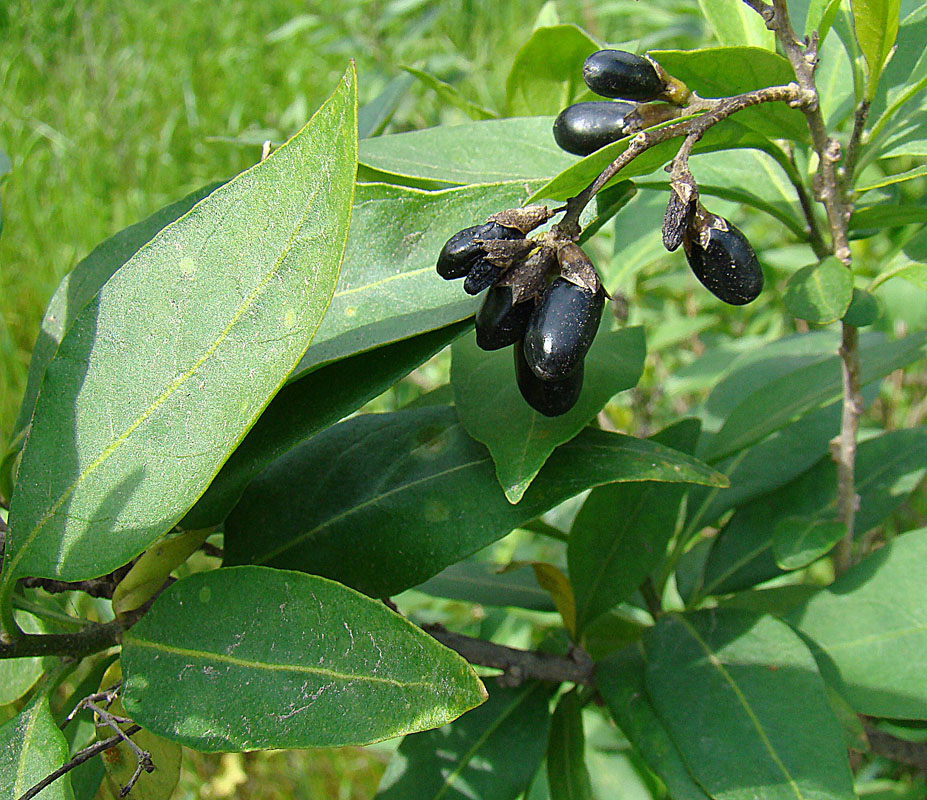